# Pacea regelui
În Evul Mediu, pacea regelui (în germană Königsfrieden) avea ca scop apărarea corpului, vieții și bunurilor supușilor în virtutea unei puteri regale speciale de proscriere. Această protecție era cumpărată de beneficiari prin plata unei taxe, iar încălcarea regulilor stabilite era pedepsită prin amenzi. Pacea regelui se baza pe conceptul de drept comun al menținerii ordinii publice numit pace.
Inițial pacea regelui proteja doar proprietăți directe ale regelui ca reședințele aflate pe domeniile coroanei și construcțiile legate de plata unor drepturi fiscale datorate suveranului (drumuri, poduri). Într-un sens mai larg, piețe (pax forensis) sau așezări întregi puteau fi protejate de pacea regelui, care  de regulă era asociată cu plăți sau cu jurământul feudal, ceea ce a avut ca urmare independența față de principele teritoriului respectiv. Similar exista o pace privind grupuri întregi de populație, precum evreii, care se aflau sub protecția evereiască a regelui (numită în germană Judenregal). În Evul Mediu târziu, pacea care impunea siguranța călătorilor și a comercianților s-a transformat în ceea ce ulterior s-a numit dreptul de escortă de care beneficiau principii.
Spre deosebire de parlamentarismul englez, în care pacea impusă de monarh a fost transferată în responsabilitatea parlamentului, în Germania clădirea parlamentului nu a primit dreptul de a acorda azil ca refugiu pentru infractorii, debitorii neplatnici sau persoanele amenințate de măsuri coercitive ale statului.